# Harvey C. Garber

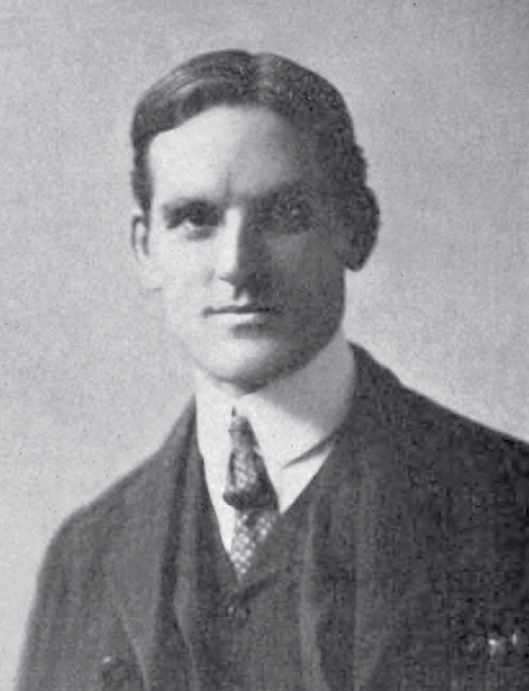
Harvey C. Garber

Harvey Cable Garber (* 6. Juli 1866 in Hill Grove, Darke County, Ohio; † 23. März 1938 in Naples, Florida) war ein US-amerikanischer Politiker. Zwischen 1903 und 1907 vertrat er den Bundesstaat Ohio im US-Repräsentantenhaus.

## Werdegang
Im Jahr 1872 zog Harvey Garber mit seinen Eltern nach Greenville, wo er die öffentlichen Schulen besuchte. Danach arbeitete er im Telegrafenwesen und wurde Manager der Western Union Telegraph Co. Anschließend leitete er die Niederlassung der Central Union Telephone Co. in Ohio. Gleichzeitig schlug er als Mitglied der Demokratischen Partei eine politische Laufbahn ein. Zwischen 1890 und 1893 saß er als Abgeordneter im Repräsentantenhaus von Ohio. Von 1902 bis 1908 war er Staatsvorsitzender der Demokraten.
Bei den Kongresswahlen des Jahres 1902 wurde Garber im vierten Wahlbezirk von Ohio in das US-Repräsentantenhaus in Washington, D.C. gewählt, wo er am 4. März 1903 die Nachfolge von Robert B. Gordon antrat. Nach einer Wiederwahl konnte er bis zum 3. März 1907 zwei Legislaturperioden im Kongress absolvieren. Im Jahr 1906 verzichtete er auf eine weitere Kandidatur.
Im Jahr 1910 zog Harvey Garber nach Columbus, wo er zwischen 1910 und 1915 als Assistent des Präsidenten der Bell Telephone Co. für Ohio, Indiana und Illinois zuständige war. Nach einem späteren Jurastudium und seiner 1921 erfolgten Zulassung als Rechtsanwalt begann er in Columbus in diesem Beruf zu arbeiten. Er starb am 23. März 1938 in Naples und wurde in Greenville beigesetzt.